# Cebrio rozasi
Cebrio rozasi là một loài bọ cánh cứng trong họ Cebrionidae. Loài này được Cobos miêu tả khoa học năm 1985.